# Numero di Smarandache-Wellin
In teoria dei numeri, un numero di Smarandache-Wellin è un numero generato dalla concatenazione dei primi n numeri primi in una data base, dove n è qualunque numero naturale. I primi numeri di Smarandache-Wellin in base 10 sono: 2, 23, 235, 2357, 235711, 23571113. Il loro nome deriva dai matematici Florentin Smarandache e Paul R. Wellin.

## Numeri primi di Smarandache-Wellin
Un numero di Smarandache-Wellin che sia anche un numero primo è chiamato primo di Smarandache-Wellin. I primi tre sono 2, 23 e 2357, mentre il quarto ha 355 cifre e termina col numero primo 719. I più piccoli numeri primi alla fine delle concatenazioni di Smarandache-Wellin che sono anch'esse prime sono 2, 3, 7, 719, 1033, 2297, 3037 e forse 11927. Nella serie di tutti i numeri di Smarandache-Wellin, i primi occupano le posizioni 1, 2, 4, 128, 174, 342, 435 e forse 1429. L'ultimo numero della serie è probabilmente primo, ha 5719 cifre ed è stato individuato da Eric W. Weisstein, il creatore di MathWorld, nel 1998. Se sarà dimostrata la sua primalità, diverrà l'ottavo primo di Smarandache-Wellin conosciuto. Nel marzo 2009 Weisstein ha mostrato che il successivo primo di Smarandache-Wellin, sempre ammesso che esista, non è più piccolo del 22077º numero di Smarandache-Wellin.